# Pionen

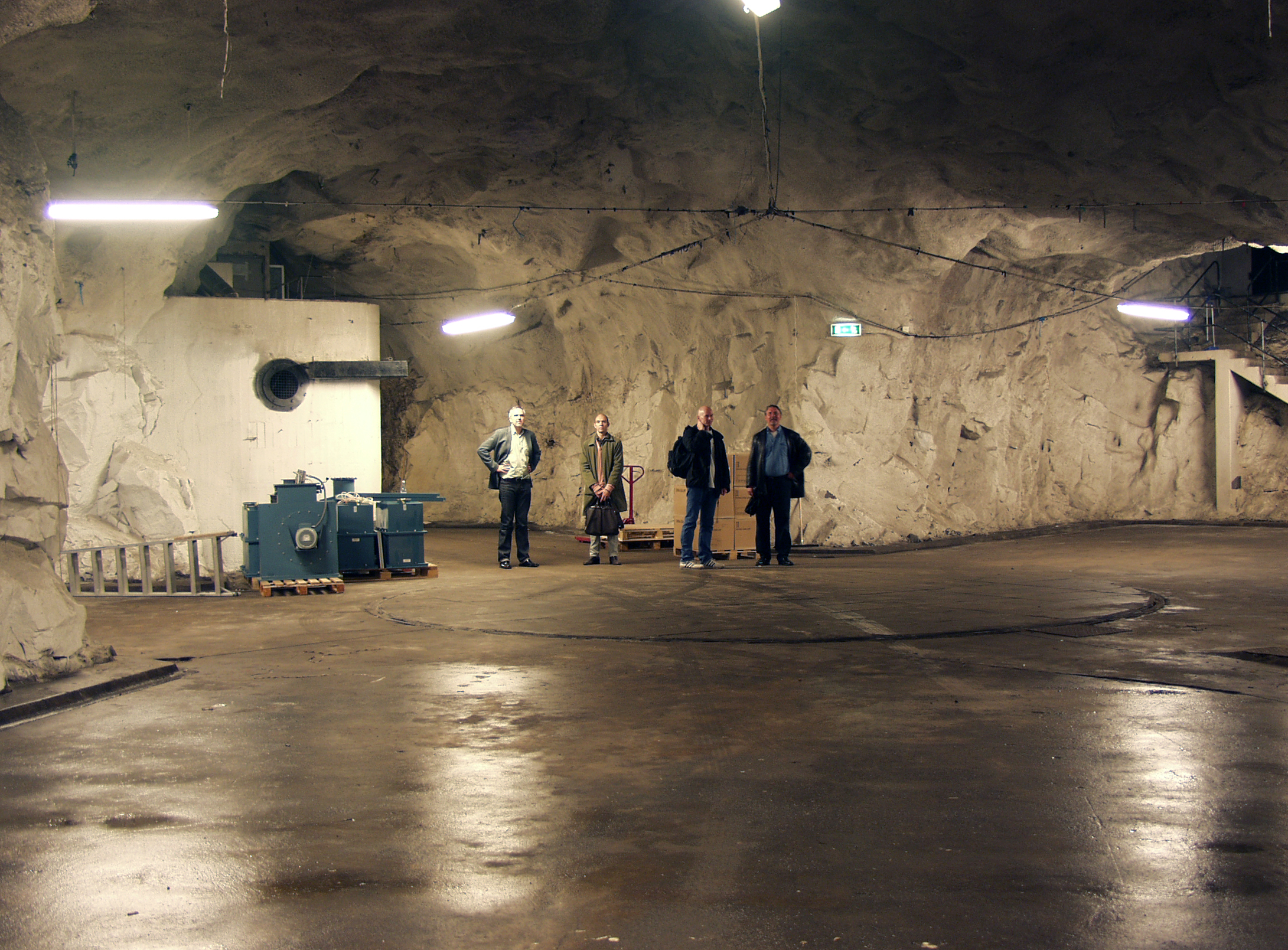
"Grottan" - fordonsskyddet före ombyggnaden 2006 - nu serverhall.

Pionen är en nerlagd ledningsplats (skyddsrum) för det civila försvaret under Vita bergen på Södermalm i Stockholm. I ett krigsläge skulle räddningsinsatser kunna ledas från den dåvarande anläggningen. 
Adressen till Pionen är Renstiernas gata 35 och 37 (med huvudentré från 37). Anläggningen ligger 30 meter ner i urberget och nås genom en tunnel. På 1990-talet avvecklades samtliga civila ledningsplatser som skapades under kalla krigets tidsperiod. Stockholms ledningsplatser och skyddsrum sköttes fram till 2008 av Stockholms brandförsvar, därefter övertogs de av Stockholms fastighetskontor, som hyrde ut eller sålde dem. Pionen ägs av fastighetskontoret och hyrs ut. År 2007 hyrde dataföretaget Bahnhof anläggningen och byggde om den till datahall.

## Historik

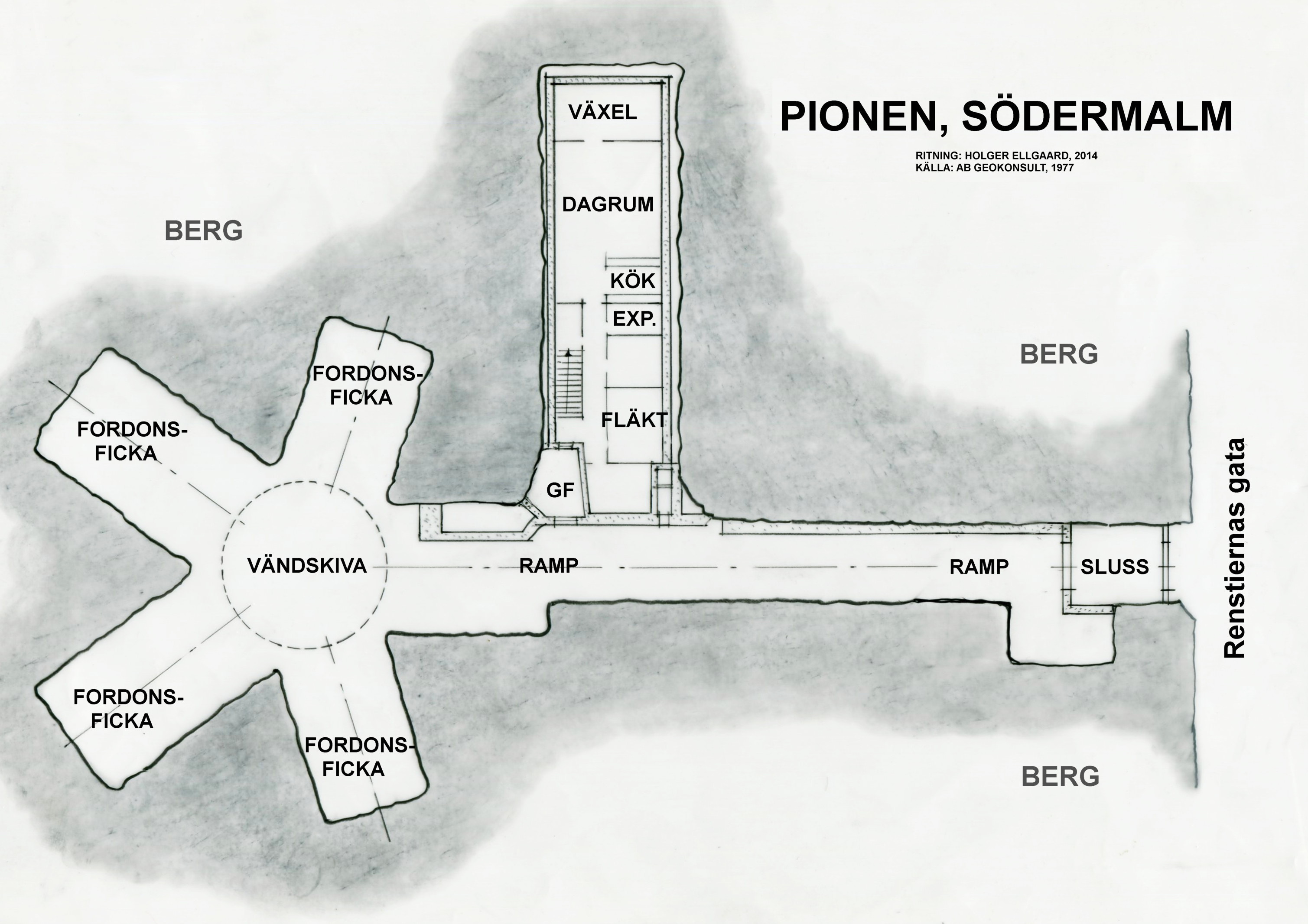
"Pionen", ritning före ombyggnaden.

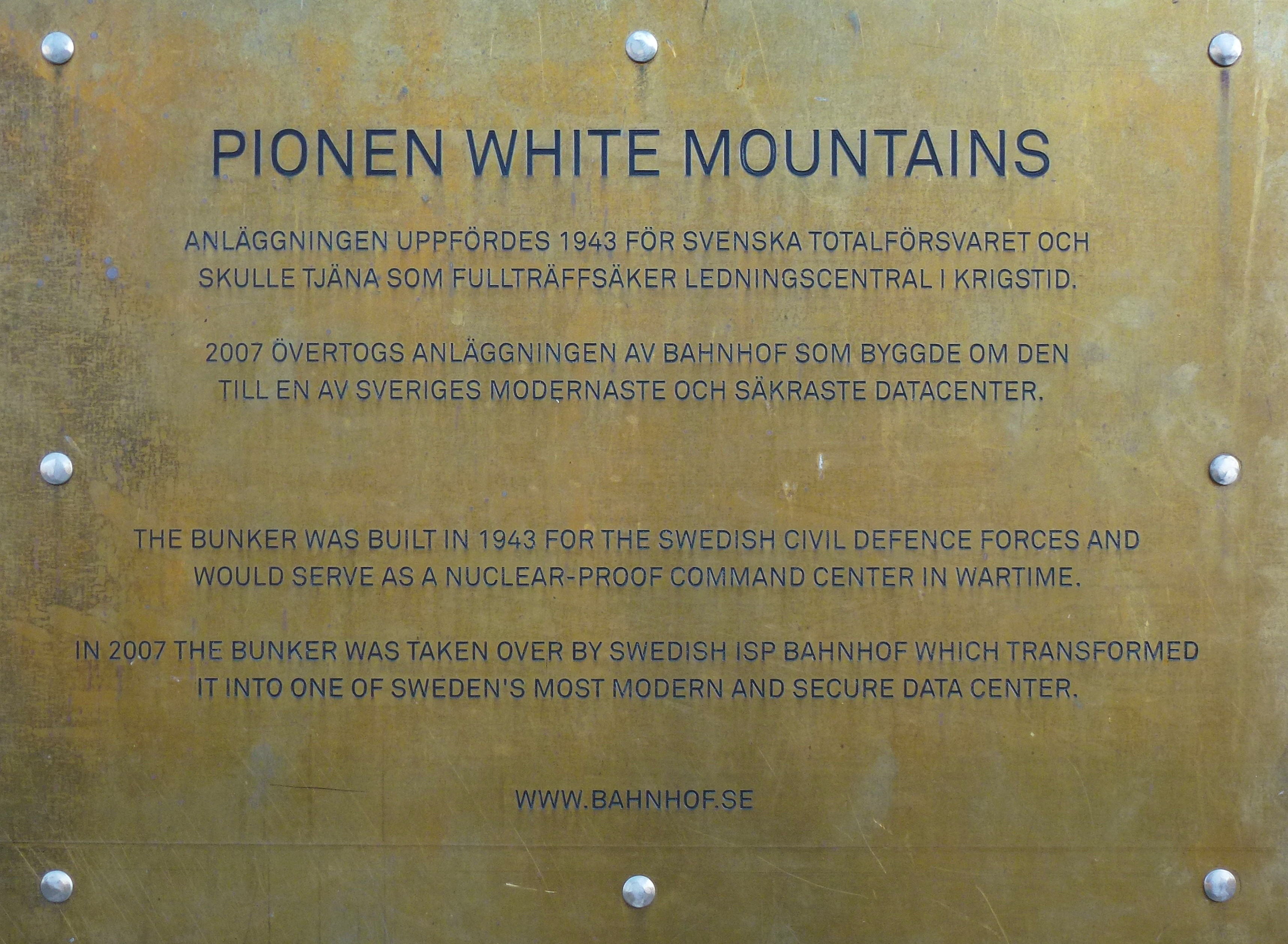
Informationstavla.

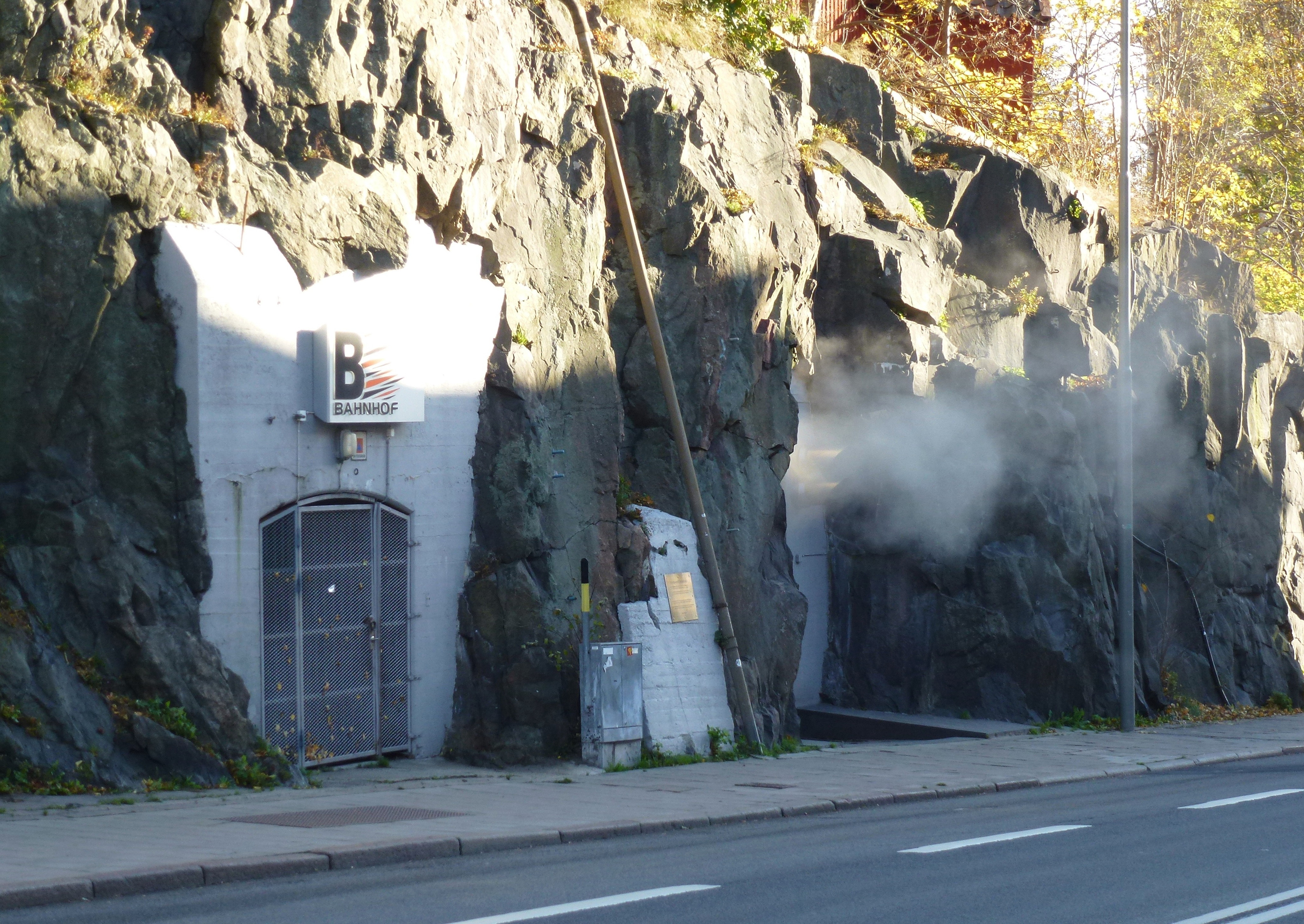
Entrén Renstiernas gata 37 där varm, fuktig frånluft strömmar ut.

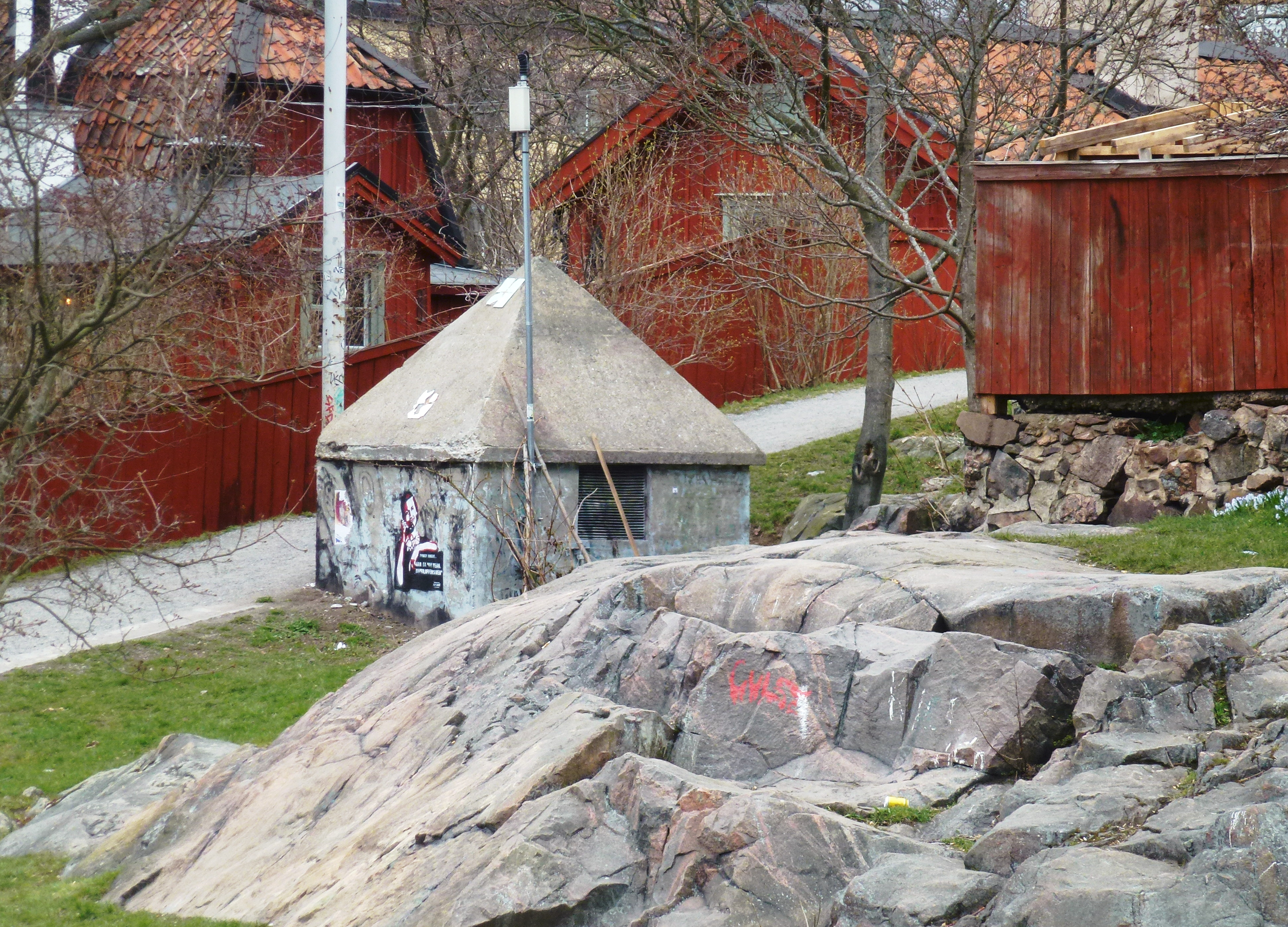
Pionens nödutrymningsväg (lilla betonghuset med pyramidtak) vid Bergsprängargränd.

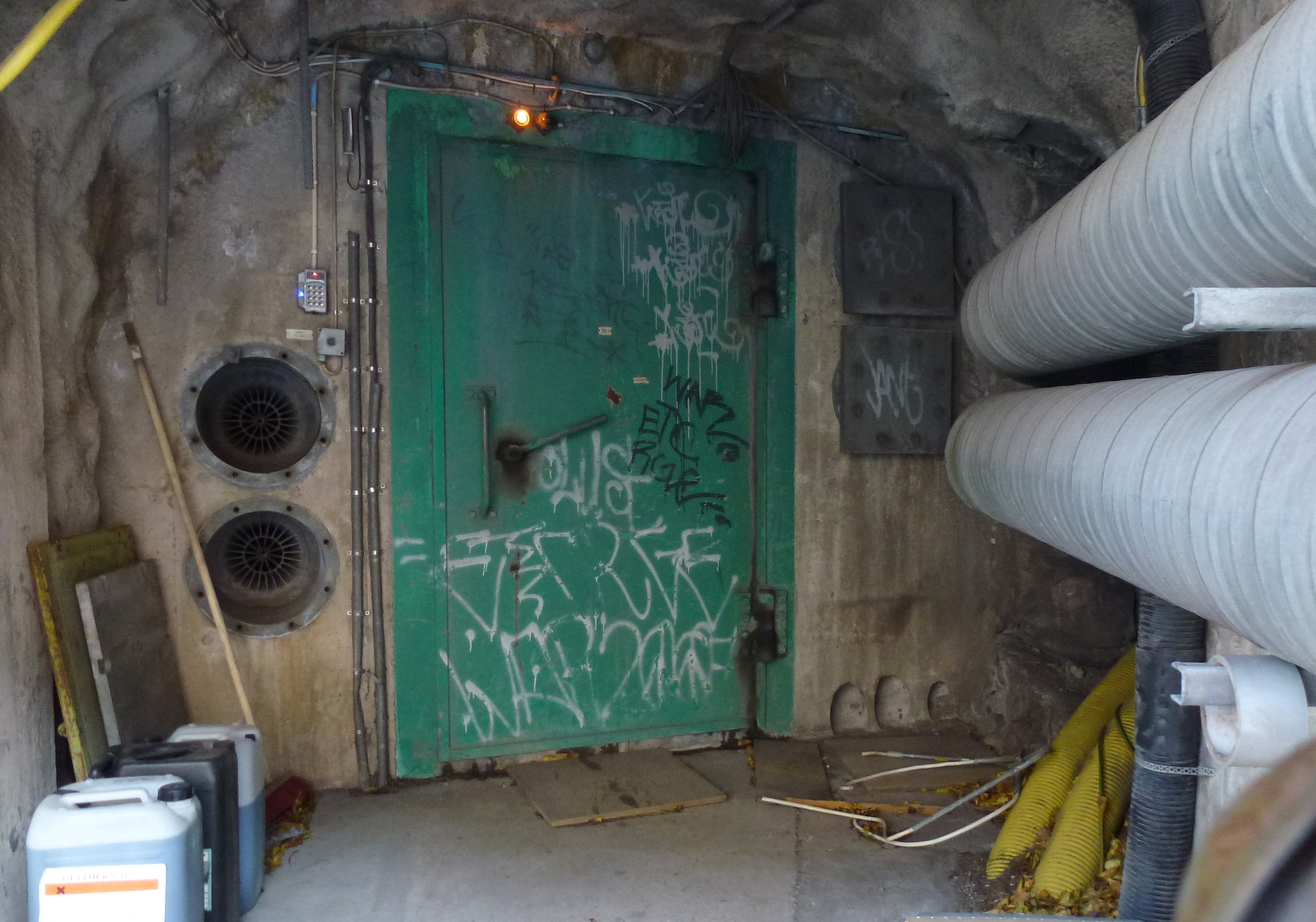
Skyddsrumsentrén, Renstiernas gata 35.

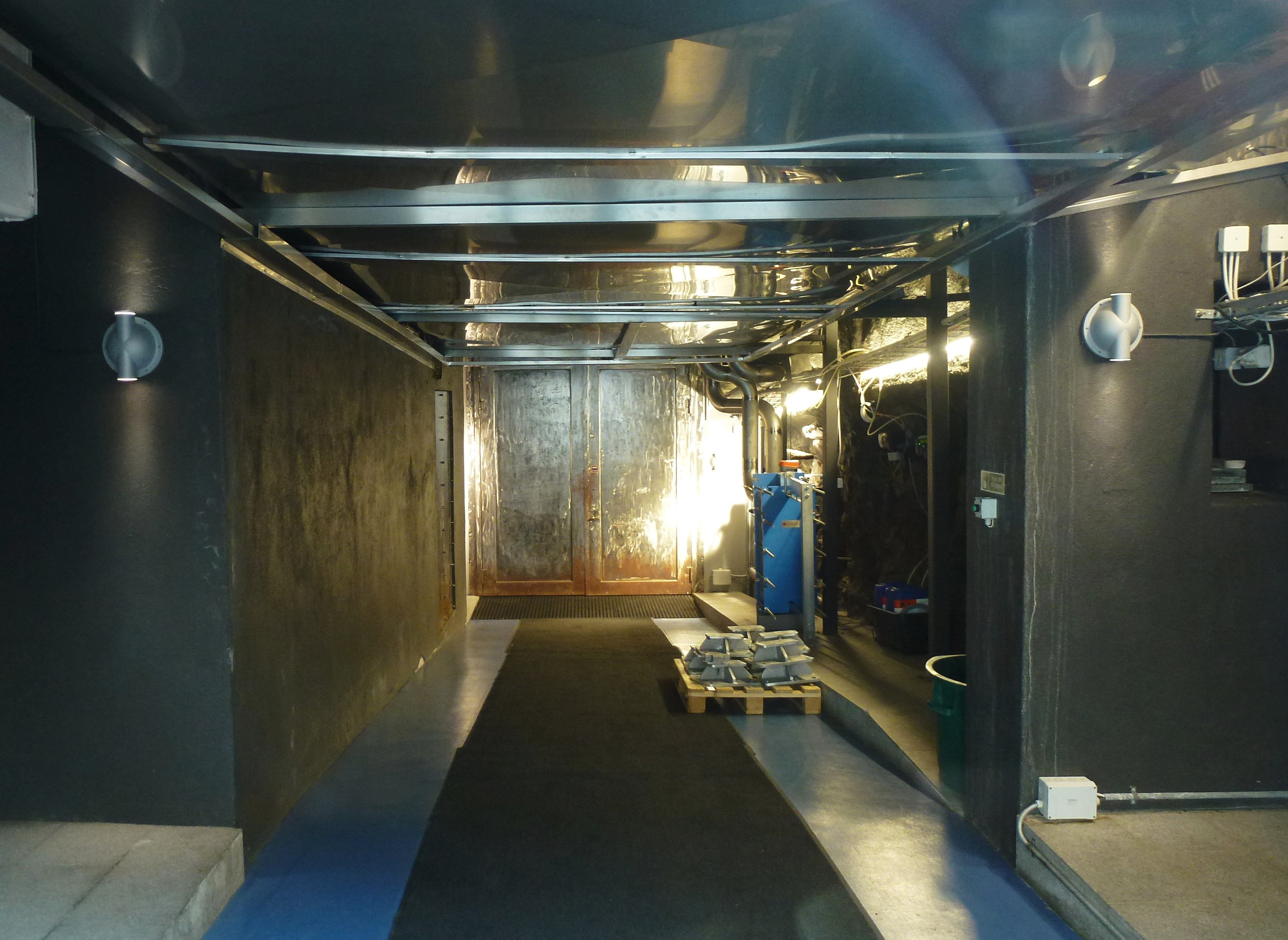
Entrégången, 2012.

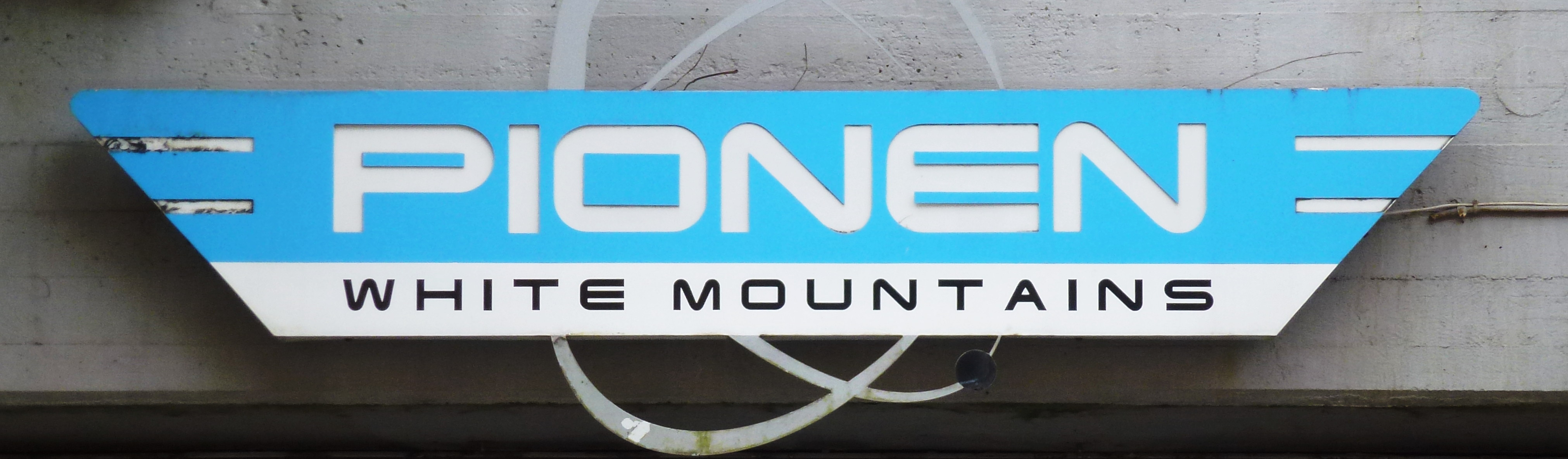
"Pionen white mountains".

Alla ledningsplatser för civilförsvaret i Stockholm fick namn efter blommor (Framskjutna Enheter) eller djur (Huvudcentraler). De största anläggningarna kallades Elefanten (i Sollentuna) och Vargen (i Huddinge) som var nästan identiska systeranläggningar.
Skyddsrummet Pionen byggdes år 1943 och utformades enligt ritningarna som "fullträffsäker ledningscentral". Beställare var Stockholms stad och konstruktör var Civilförsvarsbyrån. Pionens ursprungliga funktion var distriktscentral för Södermalms och Gamla stans civilförsvar. Under mitten av 1970-talet byggdes Pionen om. Avsikten var att anläggningen skulle stå emot kärnvapens tryckvåg men inte en direktträff. Syftet med moderniseringen på 1970-talet var även att skapa en så kallad framskjutna enheter (FE) varifrån man i krig skulle leda räddningsinsatser. Som alla FE-enheter i berg förfogade anläggningen över ett skydd mot fullträff av 250 kg konventionell flygbomb, gasskydd, radiakskydd, EMP-skydd och stötvågsskydd mot kärnvapenexplosion som motsvarar 3 atö (tre gånger atmosfärens övertryck).
Pionen är näst intill identisk med Liljan i Bromma. Liljans ledningscentral (skyddsrumsdelen) har två våningar och en sammanlagd yta på 288 m² medan uppställningsplatsen för insatsfordon (fordonsskyddet) är på 487 m². Pionen hade ungefär samma ytor innan ombyggnaden till datahall, därtill kommer ett befolkningsskyddsrum på 200 m².

## Elva FE-enheter i Stockholm
Under 1970-talet fanns elva framskjutna enheter i Stockholms kommun, varav sex var belägna i bergrum. Några av dessa innehöll även skyddsrum för utryckningsfordon (så kallad fordonsskydd), bland dem  Maskrosen under Östra Reals skolgård, Pionen på Södermalm, Krokusen i anslutning till Kungsholmens brandstation, Nässlan i Midsommarkransen och Liljan vid Brommaplan.
I slutet av 1990-talet då det kalla kriget upphört beslöt Räddningsverket att avveckla samtliga anläggningar. I slutet av 2009 påbörjade Stokab bygget av den så kallade "sjunde nätknutpunkten". FE-enheten med det gamla kodnamnet "Maskrosen" under Östra reals gymnasium kommer att bli en av de stora nätknutpunkterna för Internetsverige (och fungera som operatörsnod vid sidan av Tule).
De två minsta FE-enheterna finns i city samt under Vanadisberget. Bägge dessa har Stokab gjort anspråk på. Anläggningen vid Vanadisberget var avsedd som datahall för verksamhet med stadsnät (samt komplement till den så kallade operatörsnoden "Tule"). Frågan om dessa mindre FE-enheters framtid är för närvarande osäker och hänger samman med STOKAB:s framtid.

## Pionen störst i innerstaden
Pionen var den största av det civila försvarets ledningsplatser i Stockholms innerstad. Till skillnad från Katarinabergets skyddsrum (som byggdes som rent garage och befolkningsskyddsrum under 1950-talet) var Pionen avsedd för stabsfunktioner och räddningstjänsten själv. Det ställde också högre krav på utformningen: FE-enheten skulle vara självförsörjande under lång tid.
I anläggningen fanns sovsalar, stora vattentankar, kraftverk och en radiostation. För att komma in i ledningsdelen passerade man genom ett gasfång (GF) med utrymmen för sanering (med dusch) av radioaktivt damm och kemiska stridsmedel. Från gasfånget anordnades ett vertikalt nöduppstigningsschakt som mynnar i en liten betongbyggnad med pyramidtak vid Bergsprängargränd på berget ovanför. 
Typiskt för berganläggningar med fordonsskydd var det stjärnformigt anordnade utrymme för fyra insatsfordon (idag är här själva serverhallen). För att kunna vända fordonen i det trånga utrymmet fanns en vändskiva i rummets mitt. Skivan rullade på räls och kunde roteras manuellt med hjälp av långa stänger. Pionen blev större än sina systeranläggningar genom att det byggdes ihop med ett befolkningsskyddsrum på 200 m² för cirka 260 personer. Pionen är den enda av alla existerande anläggningar i Stockholm som hade två separata in/utgångar och ett nöduppstigningsschakt.

## År 1943-2006
I slutet av 1950-talet användes Pionen som parkeringshus eftersom det var stor brist på p-platser i staden.
I folkmun kallas skyddsrummet ibland för "grottan", med det avsågs det stora stjärnformade fordonsskyddet längst in i anläggningen. På 1960-talet fanns här enligt Per Simon Edström (tidigare granne och teaterdirektör för Arena teaterbåten) ett ostlager för Kavli. Under slutet av 1960-talet hyrdes lokalerna av en bilhandel.
I samband med en stor modernisering och ombyggnad till framskjuten enhet under 1970-talet upphörde all uthyrningsverksamhet och anläggningen användes därefter bara vid övningar. En detaljerad manual för Pionen med olika övningsprotokoll finns bevarad.

## Som teaterscen, partygrotta och utställningslokal
Efter det kalla krigets slut påbörjades uthyrningen av lokaler i Pionen igen. Från och med senare delen av 1990-talet hyrdes Pionen ut till olika teatrar (tex Teater Oberon). Många av evenemangen i lokalen hade kulturell inriktning såsom fotoutställningar och en utställning om graffitikonst.
Mellan år 2000 och 2006 förekom olika rejvpartyn och andra privata fester med ett stort antal människor i Pionen. Den hyrdes även ut till lajv med postapokalyptiskt tema. Lokalerna har även använts för filminspelning (reklamfilm för bland andra Expert). Även det numera svenska webbhotellet Compartment huserade under en tid i lokalerna i början av 2000-talet och utförde bland annat mindre modifieringar i taket för att man enklare skulle kunna montera utrustning i de annars delar av lokalerna med kala höga väggar och hög takhöjd.
De delar av Pionen som hyrdes ut var oftast "fordonsskyddet" som hade en arenaliknande form lämplig för publik. FE-enheten (ledningsplatsen) var stängd för uthyrning och var under denna period inte tillgänglig. Där förvarade brandförsvaret ett stort lager med skyddsmasker ända fram till hösten 2006.

## Som datahall
Internetoperatören Bahnhof byggde från 2007 om anläggningen i grunden. De ursprungliga delarna med FE-enheten revs. Totalytan av hela Pionen utökades genom sprängning (för att ge plats åt dieselkraftverk av samma motortyp som i ubåtar). Stötvågsgränsen flyttades också närmare själva entrén ner i berget.
Bahnhofs VD Jon Karlung har sagt att syftet är skapa ett ultrasäkert och bekvämt tillgängligt datacenter i centrala Stockholm (för colocation och serverdrift) och att samtidigt göra detta med ett futuristiskt och annorlunda formspråk (en rymdbasliknande miljö med konferensdel byggd med passage i glastunnlar, luftslussar, växthus och artificiellt dagsljus). Arkitekt för ombyggnad av Pionen var Albert France-Lanord.